# Olsen-bandens første kup
Olsen-bandens første kup („Die Olsenbande Junior und ihr erster Coup“, wortwörtlich: Der Olsenbande erster Coup) ist eine 31-teilige dänische Fernsehserie, die von 1999 bis 2000 in Dänemark produziert wurde.

## Musik
Die Filmmusik zur Serie wurde, unter Verwendung der typischen Olsenbanden-Melodien, von Bent Fabricius-Bjerre und Flemming Christensen geschaffen.

## Besetzung
| - Jens Sætter-Lassen: Egon Olsen - Dennis Simonsen: Kjeld Jensen, Klassenkamerad von Egon - Noah Lynnerup: Benny Frandsen, Klassenkamerad von Egon - Stine Bjerregaard: Yvonne, Freundin von Kjeld und Klassenkameradin von Egon - Simon Krogh Stenspil: Dynamit Harry (Bennys Bruder und Sprengstoffexperte) - Anders Nyborg: Børge Jensen (Kjelds Vater) - Karin Jagd: Birthe Jensen (Kjelds Mutter und Tante-Emma Ladenbesitzerin) - Emilia Huusfeldt: Inge-Margrethe, Yvonnes Freundin und Klassenkameradin von Egon - Asger Reher: Kriminalkommissar Jensen - Christian Damsgaard: Holm, Polizeiassistent - Jesper Langberg: Hr. Åge Hallandsen, Direktor des Waisenhauses - Ludomir Dietl Løkken: Bøffen (Dummes Schwein), Klassenkamerad von Egon - Christian Elmelund: Knud (Mitglied der Bøffen-Bande), Klassenkamerad von Egon - Piet Kragh Gitz-Johansen: Valle (Mitglied der Bøffen-Bande), Klassenkamerad von Egon - Tonny Landy: Hr. Ellegaard, Mitglied der ominösen Weihnachtsmann-Gesellschaft - Allan Mortensen: Weihnachtsmann | - Max Hansen Jr.: Hr. Lund - Lisbet Lundquist: Ragnhild Clausen, Sekretärin - Kurt Ravn: Lehrer Madsen - Claus Flygare: Hr. Andersen, Biologielehrer - Lasse Lunderskov: Hr. Nielsen, Sportlehrer - Peter Steen: Hr. Iversen, Rektor der Schule - Niclas Mortensen: Klassenkamerad - Kristian Halken: Hausmeister der Schule - Anne Rudbæk: Lehrerin - Bjørn Paulsen: Vorstandsmitglied - Amin Jensen: Vater vom Flohmarkt - Peter Aude: Schrotthändler - Michael Iversen: Müllmann - Martin Miehe-Renard, Schularzt - Michael Friis: auswärtiger Herr - Thorkil Lodahl: auswärtiger Herr |

## Handlung
Es ist Anfang Dezember am Ende der 1950er Jahre und es steht Weihnachten kurz vor der Tür. Egon Olsen wohnt in einem Waisenhaus (Kinderheim) und beobachtet zufällig die Machenschaften der Heimleitung. Eine größere Menge Geld von Egons Kinderheim in Kopenhagen ist von Herrn Hallandsen (Direktor des Kinderheimes) und seinen Kumpanen unterschlagen worden. Egon will dies beweisen und das Geld wieder zurückholen sowie das Weihnachtsfest für das Heim retten. In seiner neuen Schule lernt er seine Klassenkameraden Kjeld und Benny kennen, mit denen er sich schnell anfreundet. Zusammen mit Dynamit-Harry gründen sie die Olsenbande (Die Olsen-Bande). Egon hat natürlich einen Plan, um sich das von Hallandsen gestohlene Geld aus dessen Tresor der Marke Franz Jäger Berlin wieder zu beschaffen, sowie seine Gegner auszutricksen. Aber auch Hallandsen hat Pläne, er braucht sehr viel Geld, um das Land in Richtung Bahamas für immer verlassen zu können. Er plant, durch den Einsatz von falschen Weihnachtsmännern zusätzlich Verwirrung zu stiften. Überall dort, wo ein Weihnachtsmann auftaucht, nimmt er die Gaben mit, anstatt sie an die Kinder zu verteilen. Für die Olsenbande stellt sich die große Frage, wer den besseren Plan hat. Wird es ein Weihnachten für die Kinder des Heimes und für die Olsenbande in diesem Jahr geben? Für Kjeld geht es in der Hauptsache darum, dass er Yvonne seine große Liebe beweisen kann. Außerdem wird noch Kjelds Vater Børge von Hallandsens Kumpanen entführt. Bei der Umsetzung von Egons Plänen kommt der Olsenbande obendrein mit Bøffen (das Dumme Schwein), Knud und Valle eine gegnerische Bande in die Quere. Bøffen fungiert dabei als Handlanger von Hallandsen und macht außerdem noch Yvonne den Hof. Nach ein paar Missgeschicken sind Kriminalkommissar Jensen und sein Assistent Holm der Olsenbande auf den Fersen, anstatt Hallandsens Machenschaften nachzugehen. Zu guter Letzt kann jedoch die Olsenbande Hallandsens Pläne vereiteln, ihn und seine Bande der Polizei übergeben und das Geld für das Kinderheim retten. Weihnachten ist für alle Kinder gerettet und Kjeld kann wieder auf Yvonnes Liebe hoffen.

## Fernsehsendungen und Veröffentlichungen
Die dänische Fernsehserie entstand als Prequel zur erfolgreichen Olsenbande-Filmreihe, nur dass in dieser Serie die Geschichte der Olsenbande in ihren Kindertagen erzählt wird. Thema ist der allererste Coup der Gewohnheitsverbrecher noch in Kindertagen. Im Mittelpunkt steht Dänemarks bekanntester und beliebtester Gewohnheitsverbrecher Egon Olsen, Benny und Kjeld, sowie wie sich in ihrer Kindheit kennenlernten, um die legendäre Olsenbande zu gründen.
Die 24 Folgen (a 25 Minuten) der ersten Staffel wurden vom 1. Dezember bis zum 24. Dezember 1999 (wie der Adventskalender aus 24 Abschnitten) erstmals im dänischen Fernsehprogramm TV 2 (Dänemark), als Weihnachtsserie gezeigt. In Skandinavien haben die 24-teiligen täglichen Weihnachtsserien (Voksen-julekalender) ungebrochen eine große Tradition. Auch bei dieser Olsenbande-Junior-Serie ist Weihnachten ein zentrales Handlungsthema. Die zweite Staffel mit 7 zusätzlichen Episoden wurde zu Ostern 2000 (19. April – 24. April 2000) gezeigt. Der darauf folgende dänische Film Olsenbande Junior (2001) ist eine weitere direkte Fortsetzung der Serie.
Die ersten 24 Folgen der Fernsehserie Olsen-bandens første kup wurden von TV2/Nordisk Film auf VHS und mittlerweile auf DVD in Form von 2 Staffeln veröffentlicht. Die restlichen 7 Folgen wurden seit der Erstausstrahlung (Ostern 2000) noch nicht wiederholt oder als DVD veröffentlicht. Von der Serie wurden zwei Musik-CDs und ein Computerspiel (2000) veröffentlicht.

## Erwähnenswertes
- Die Schauspieler Jesper Langberg (Mortensen, Film 4) und Peter Steen (Mortensen in Film eins und zwei und Leutnant in Film drei) sowie Kurt Ravn (in Film 12 als Lkw-Fahrer) aus den eigentlichen Olsenbandenfilmen tauchen in der Serie wieder auf.
- Die Olsenbandenfilme und die Fernsehserie einschließlich des folgenden Kinofilms Olsenbande Junior haben einen eher losen Bezug zueinander. So sind hier beispielsweise Egon, Benny und Kjeld etwa gleich alt. In den Olsenbandenfilmen ist Egon dagegen wesentlich älter als Benny und Kjeld. Auch muss sich die Kindheit der Bande wesentlich früher als 1958 abgespielt haben, so heirateten Kjeld und Yvonne gemäß der „offiziellen“ Olsenbandenchronologie bereits 1956; Egon wurde widersprüchlichen Angaben zufolge entweder 1925 (laut Film zwei) oder 1927 geboren. Selbst wenn man annähme, die Bande hätte ihre Kindheit tatsächlich gemeinsam verbracht, so müsste diese eher in den Jahren kurz vor dem Zweiten Weltkrieg gelegen haben.

## Andere Verfilmungen und Fortsetzungen
Als eine neue Idee wurde in Schweden Mitte der 1990er-Jahre die Jönssonligan (Jönsson-Bande), was eine Neuverfilmung der dänischen Olsenbande ist, mit Kindern gedreht, die ähnliche Charaktere wie die schwedischen Erwachsenen-Figuren hatten. Im Gegensatz zu den eigentlichen Jönssonligan-Filmen sind bis jetzt die ersten zwei Junior-Verfilmungen auch in deutscher Sprache synchronisiert worden. Später folgte man in Dänemark und Norwegen diesem Beispiel und erstellte jeweils eigene „Jugendversionen“ der Olsenbande. Die dänische Fernsehserie Olsen-bandens første kup wurde zuerst als Olsenbandens første kupp („Die Olsenbande Junior und ihr erster Coup“) als eine 24-teilige Weihnachtsserie in Norwegen für den Fernsehsender TV2 neu verfilmt. Auch die darauf folgende dänische Fortsetzung Olsenbande Junior wurde in Norwegen, leicht verändert, adaptiert. Während in Dänemark danach keine weiteren Junior-Filme mehr produziert wurden, entstand in Norwegen eine eigene Olsenbande-Junior-Filmreihe ohne entsprechende dänische Vorlagen (2003–2010), deren Teile zu den erfolgreichsten Produktionen der norwegischen Filmgeschichte gehören:
- 2001 Olsenbandens første kupp [24-teilige TV-Serie] („Die Olsenbande Junior und ihr erster Coup“) – nach der dänischen 31-teiligen Fernsehserie Olsen-bandens første kup
- 2003 Olsenbanden Junior går under vann („Die Olsenbande Junior geht unter Wasser“) – nach dem dänischen Film Olsenbande Junior
- 2004 Olsenbanden Junior på rocker’n („Die Olsenbande Junior rockt“)
- 2005 Olsenbanden Junior på cirkus („Die Olsenbande Junior im Zirkus“)
- 2007 Olsenbanden Junior – Sølvgruvens hemmelighet („Die Olsenbande Junior – Das Geheimnis des Silberstollens“)
- 2009 Olsenbanden jr. Det sorte gullet („Die Olsenbande Junior – Das schwarze Gold“)
- 2010 Olsenbanden jr. Mestertyvens skatt („Die Olsenbande Junior – Der Meisterdieb“)[4]

Einige norwegische Olsenbande-Junior-Verfilmungen wurden auch auf den Nordischen Filmtagen in Lübeck mehrfach öffentlich aufgeführt.